# Michigan Center
Michigan Center – jednostka osadnicza w Stanach Zjednoczonych, w stanie Michigan, w hrabstwie Jackson.